# 패디 퀸
패트릭 "패디" 퀸(Patrick "Paddy" Quinn, 1952년 ~ )은 아일랜드 공화국군 임시파 요원으로 아마남부 여단 제1대대에 소속되어 있었다. 1981년 단식투쟁에 참여했다.
1976년 6월 25일, 퀸은 형제 세이머스, 대니 맥기네스, 레이몬드 맥크리시와 함께 뉴리 - 뉴타운해밀턴 간선도로를 순찰하는 영국 육군을 공격하려는 계획을 세웠다. 스투르간의 농장에서 차를 훔쳤는데, 공격 위치로 가는 것이 목격되고 말았다. 그들은 너무 빨리 영국군을 공격했고, 농가에 숨었으나 곧 포위당했다. 포위를 뚫으려는 시도가 실패하자 지역 천주교 신부가 항복을 설득했다.
1977년 3월 2일, 퀸과 맥크리시는 살인미수, 소총 및 탄약 소지 혐의로 징역 14년을 선고받았고, IRA 조직원이라는 점에 의해 5년형이 가중처벌되었다.
퀸은 메이즈 교도소 H동에 수감되었으나 죄수복 입기를 거부하고 모포투쟁에 참여했다.
퀸은 1981년 6월 15일부터 단식을 시작했다. 47일 뒤 죽음이 임박하자 퀸의 어머니가 치료를 강요하여 살아남았다. 패디 퀸과 그 어머니는 1993년 BBC 다큐멘터리에 출연해 단식투쟁에 관해 면담하기도 했다. 퀸은 가족의 개입으로 단식을 중단한 첫 단식투쟁 참여자였다.